# Avenida 10 de Agosto (Quito)
La avenida 10 de Agosto es una de las principales arterias de tránsito de la zona norte de la ciudad de Quito, constituyendo además el eje geográfico longitudinal que divide la urbe en oriente y occidente. La avenida, que recorre de sur a norte, conecta el centro histórico con el parque Bicentenario, y a partir de allí continúa con el nombre de Galo Plaza hasta unirse con la autopista Panamericana norte.

## Nombre
El primer nombre que recibió la vía como parte de la trama urbana fue durante el siglo XIX, cuando la ciudad colonial se extendió hacia las inmediaciones del parque La Alameda, siendo conocida entonces como Calle de Gonzalo Pizarro (uno de los conquistadores españoles del Ecuador). En aquella época se extendía únicamente hasta la esquina de la virgen (lo que hoy es el Consejo Provincial de Pichincha), marcando el nuevo límite norte de Quito. Desde aquí, la vía seguía extendiéndose como un estrecho camino de carrozas con el nombre de Camino Real, y conectaba con las haciendas del valle de Iñaquito, los pueblos de Cotocollao y Pomasqui, y desde allí con las ciudades del norte del país.
Durante las primeras décadas del siglo XX, la avenida fue conocida como 18 de septiembre, hasta que recibió su nombre actual en honor a la gesta conocida como Primer Grito de Independencia, que se dio el 10 de agosto de 1809, y que constituye el primer intento de instalar un gobierno, aunque aún español, dirigido por quiteños nacidos en la Real Audiencia y no en la península ibérica.

## Importancia
La importancia de la avenida como punto referencial de la ciudad inició en el siglo XIX, como la marca de la primera expansión urbana de Quito luego de siglos de encierro en el centro histórico colonial. Sin embargo, su mayor relevancia en el imaginario popular, no solo de la urbe sino del país en general, se presenta a partir de la década de los 50, cuando se convierte en el escenario constante de las manifestaciones públicas de apoyo y rechazo a las medidas políticas tomadas por los gobiernos de turno. Uno de los más representativos fue en 1997, cuando una muchedumbre utilizó la vía como acceso al Palacio de Carondelet para destituir al presidente Abdalá Bucaram.
En 1972, el primer barril de petróleo extraído de la amazonía desfilaba sobre un tanque de guerra a lo largo de la avenida, como símbolo de una nueva era de bonanza económica que iniciaba para el país.

## Recorrido
La avenida nace a la altura de la calle Briceño, en el sector de San Blas (centro histórico), a los pies del parque La Alameda; continúa su camino hacia el norte por el parque El Ejido y la parroquia de La Mariscal. Se abre paso por la ciudad moderna, recorriendo en su totalidad la parroquia de Iñaquito hasta su límite norte, en el sector conocido como La Y, desde donde continúa algunas cuadras más en la parroquia de La Concepción, para finalmente finalizar en el monumento de El Labrador, junto al parque Bicentenario. A partir de este punto, la avenida toma el nombre de Galo Plaza, que continúa por varios kilómetros más hasta conectarse con la autopista Panamericana. Su recorrido prácticamente lineal alcanza un aproximado de ocho kilómetros,

### Hitos urbanos

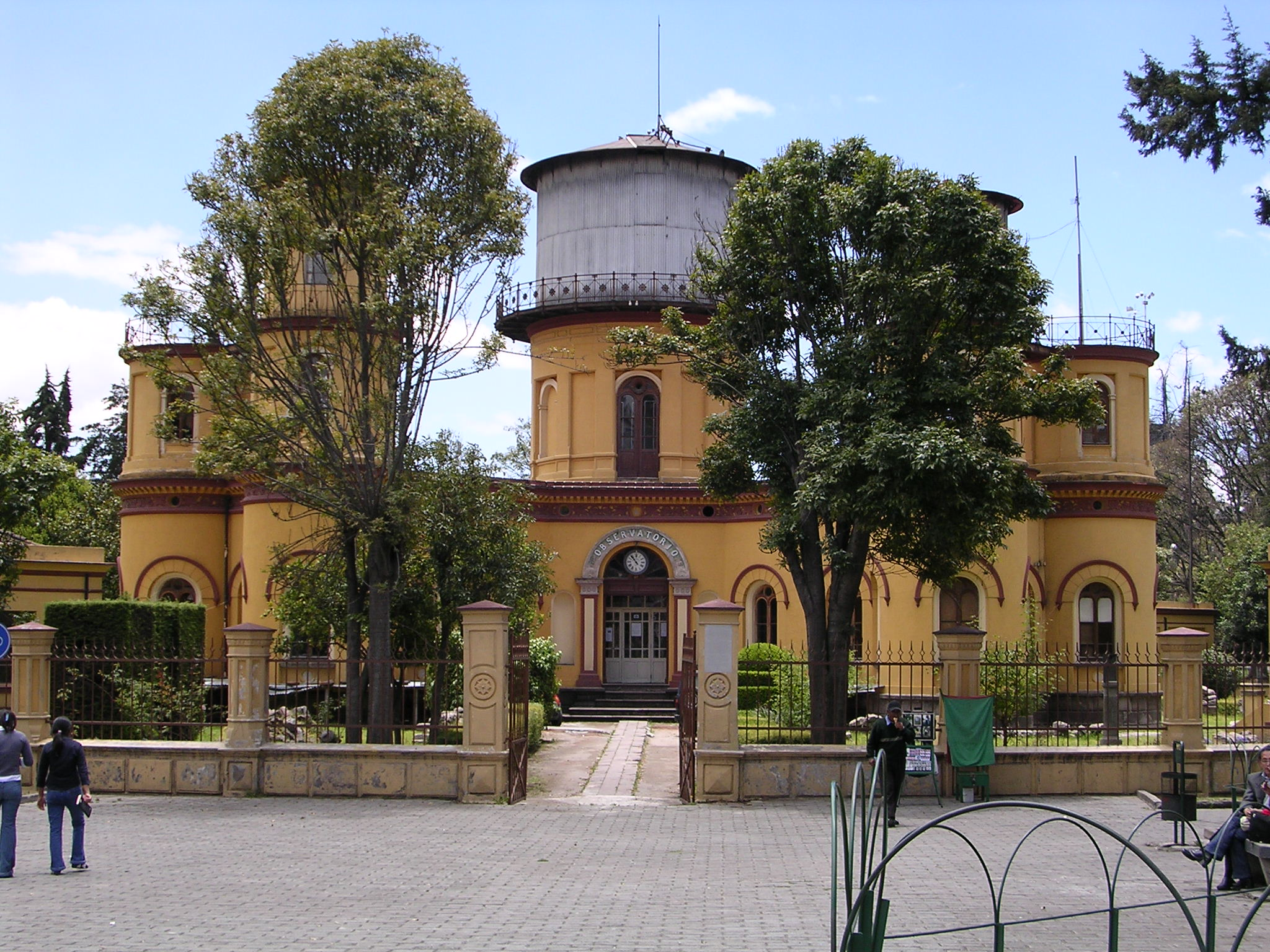
Observatorio astronómico.

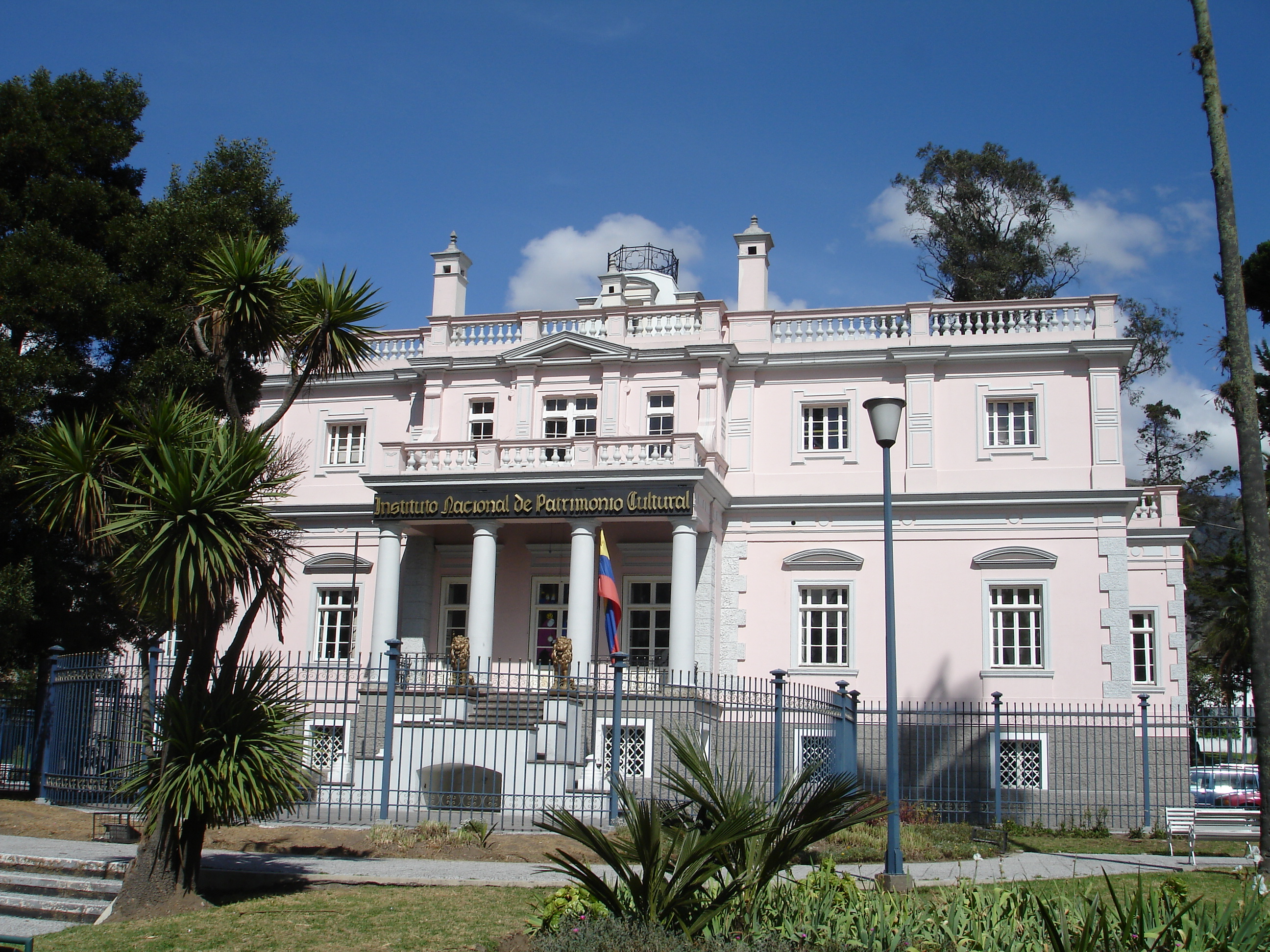
Palacio de La Circasiana.

Desde su mismo nacimiento en la puerta del centro histórico, se pueden observar varios puntos importantes de la ciudad como la iglesia de San Blas, que forma parte del patrimonio de la humanidad; la matriz del Banco Central del Ecuador, uno de los mayores representantes de la arquitectura internacional en la ciudad; el parque La Alameda y su Observatorio Astronómico; la Torre Consejo Provincial y la simbólica plaza que le precede; el parque El Ejido, desde donde se puede observar los edificios más altos de la ciudad; y otra de las muestras de la arquitectura internacional, representada en la matriz del Instituto Ecuatoriano de Seguridad Social. Para su ingreso a la ciudad moderna, la vía atraviesa un gran paso a desnivel conocido como popularmente "El Guambra" (porque allí se ubicaba un restaurante con ese nombre durante la década de 1970), uno de los principales puntos de referencia de los quiteños para referirse a esta intersección con la avenida Patria, y que se ha extendido al sector aledaño.
En el tramo comprendido dentro de la parroquia La Mariscal, la avenida se encuentra flanqueada por una mezcla de palacios y mansiones de inicios del siglo XX, edificios de apartamentos y oficinas construidos en las décadas de 1970 y 1980. El primero de estos referentes es la Mansión Lanafit, llamada así por el almacén de telas que la ocupa; el Palacio de Najas, sede de la cancillería; el Edificio Casa Baca, principal exponente del art-decó en la ciudad; la Mansión Circasiana, que no debe ser confundida con su vecina y en donde actualmente funciona un hotel; y finalmente el Palacio de La Circasiana, sede del Instituto Nacional de Patrimonio Cultural y del Archivo Histórico de la ciudad.
Un nuevo sistema de pasos a desnivel en las intersecciones con las avenidas Eloy Alfaro y después con Orellana, dan la bienvenida a la parte más nueva del recorrido, con construcciones levantadas entre 1980 y 2000. Edificios de oficinas públicas como la Empresa Eléctrica Quito, showrooms de vehículos, locales comerciales con un alto movimiento clientelar, así como hospitales y clínicas privadas son la constante de este tramo, que termina en el sector conocido como La Y. A partir de allí, y atravesando uno de los más importantes distribuidores de tráfico de la urbe, se ingresa en la última sección del recorrido, que es también la más corta pues se extiende por unas pocas cuadras; incluye la Estación Norte del sistema trolebús y varias construcciones levantadas entre 1990 y 2010, sobre todo relacionadas con el sector automotor. Finalmente, el monumento, glorieta e intercambiador de tráfico de El Labrador, son la culminación de la avenida, junto a la estación multimodal homónima y el parque Bicentenario.